# Filip Antioški
Filip Antioški (armensko Ֆիլիպ, latinizirano: Filip), znan tudi kot Filip Tripolski, je bil kot prvi mož in sovladar kraljice Izabele Kilikijske  od leta 1222 do 1225 kralj Armenske Kilikije, * ni znano, † 1225. 

## Pogajanja o poroki
Filip, član hiše Poitiers, je bil eden od mlajših sinov Bohemonda IV., normanskega križarja, ki je vladal Kneževini Antiohiji in Grofiji Tripoli, in njegove prve žene Plaisance Gibelet iz družine Embriaco.
Rajmond-Ruben, Filipov bratranec v prvem kolenu, ki se je s Filipovim očetom je dolga leta vojskoval za antiohijsko nasledstvo, je  kot dedič kralja Leona I. Kilikijskega prav tako zahteval kilikijski prestol. Po porazu Rajmonda-Rubena in njegovi aretaciji so Armenci želeli obnoviti zavezništvo z Antiohijo. Zahtevali so, da Bohemond IV. pošlje moža za njihovo mlado kraljico Izabelo in Bohemond jim je ponudil Filipa. Ker je bil Filip Bohemondov četrti sin in ni bilo mogoče pričakovati, da bo podedoval Antiohijo, so Armenci njegovo ponudbo sprejeli. Zvezo so pogojevali s Filipovo pridružitvijo Armenski apostolski cerkvi, s čimer se je Bohemond strinjal.

## Vladanje
Filipova poroka z Izabelo je bila junija 1222. Pred kronanjem za kralja je Filip prisegel, da bo spoštoval obrede Armenske apostolske cerkve in armenske običaje. 
Filipova zmaga nad napadajočimi Seldžuki je na njegove podložnike naredila dober prvi vtis, njihovo upanje, da bo postal dober Armenec, pa se ni izpolnilo, saj je imel "nepopravljivo latinski okus". Večino časa je preživel v Antiohiji, bil naklonjen svojim francoskim svetovalcem in ni hotel upoštevati armenskih apostolskih obredov, kar je spodbudilo upor Armencev.
Konec leta 1224 so Filipa med nočnim potovanjem v Antiohijo aretirali. Obtožili so ga kraje kilikijskih kronskih draguljev in njihovega pošiljanja v Antiohijo.  Mesec dni  je preživel zaprt v trdnjavi Parcepert blizu  kilikijske prestolnice Sis.  Njegov oče se je pritožil Konstantinu Baberonskemu, vendar pogajanja za njegovo osvoboditev niso bila uspešna. Filipa so leta 1925 v zaporu zastrupili.
Bohemond je načrtoval maščevanje za sinovo smrt, vendar so mu načrte preprečili njegovi zavezniki Ajubidi, ki so prestopili na armensko stran.